# Energiewirtschaftlicher Wanderweg Herdecke

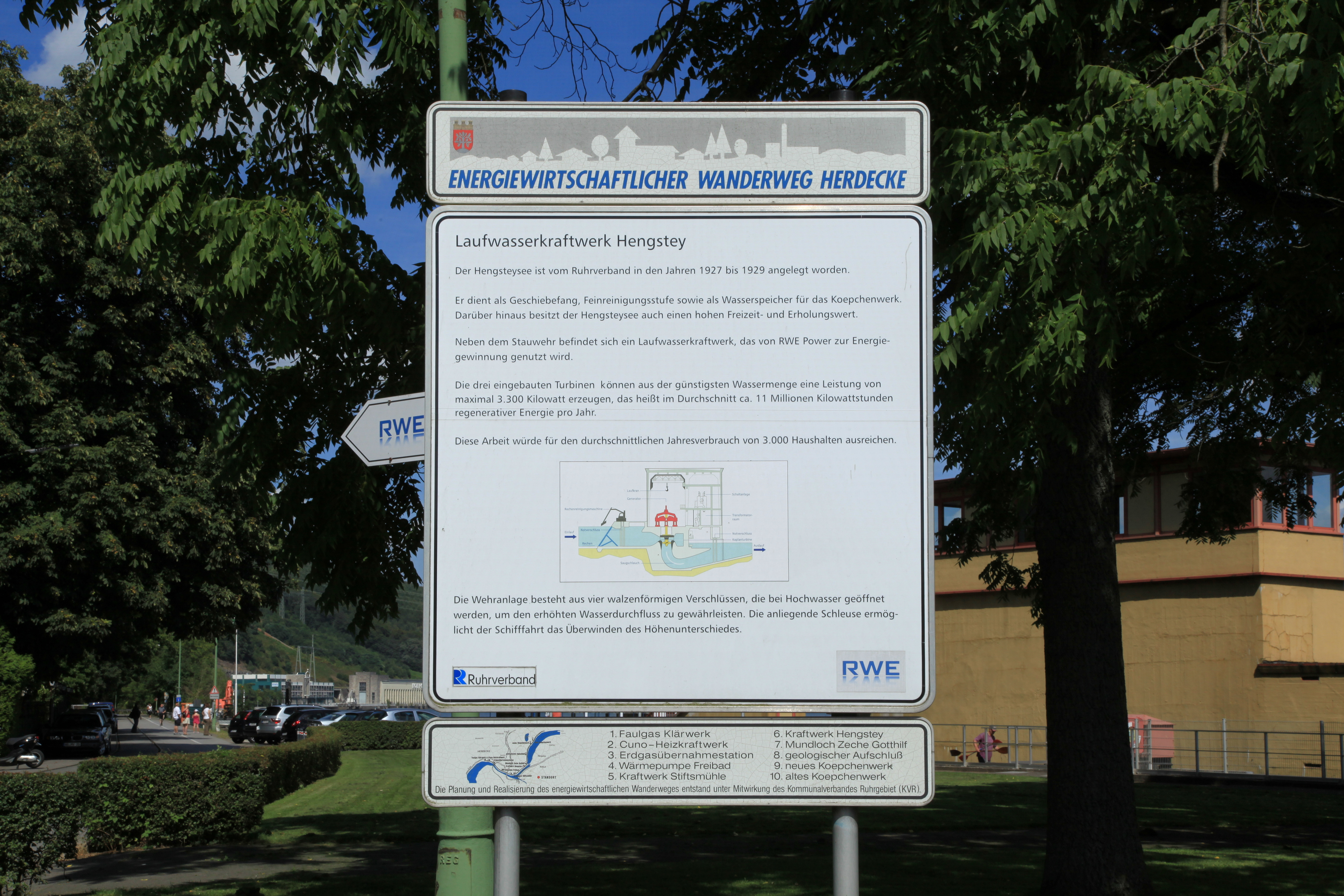
Informationstafel an der Station 6: Laufwasserkraftwerk Hengstey

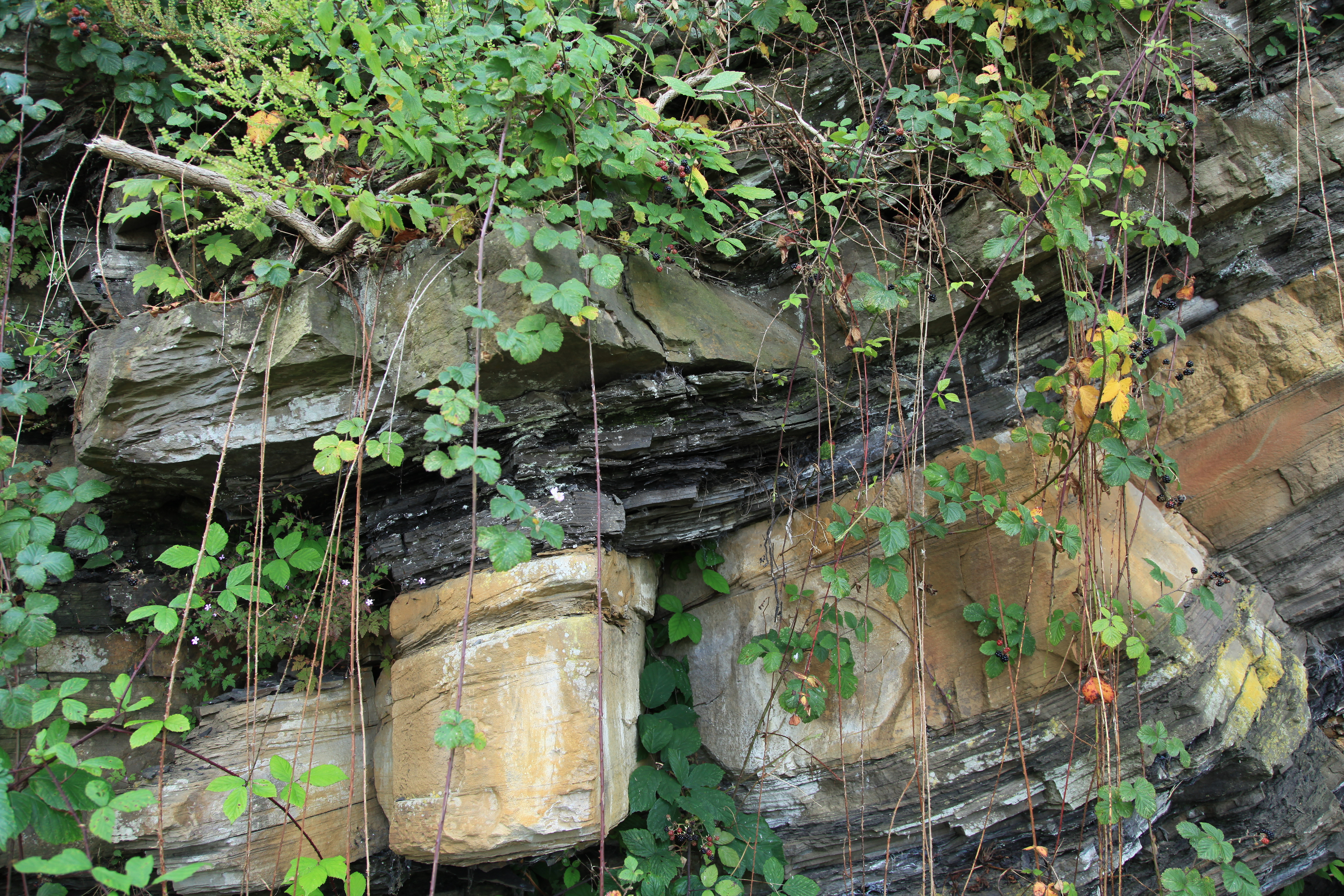
Station 8: geologischer Aufschluss am Schiffswinkel

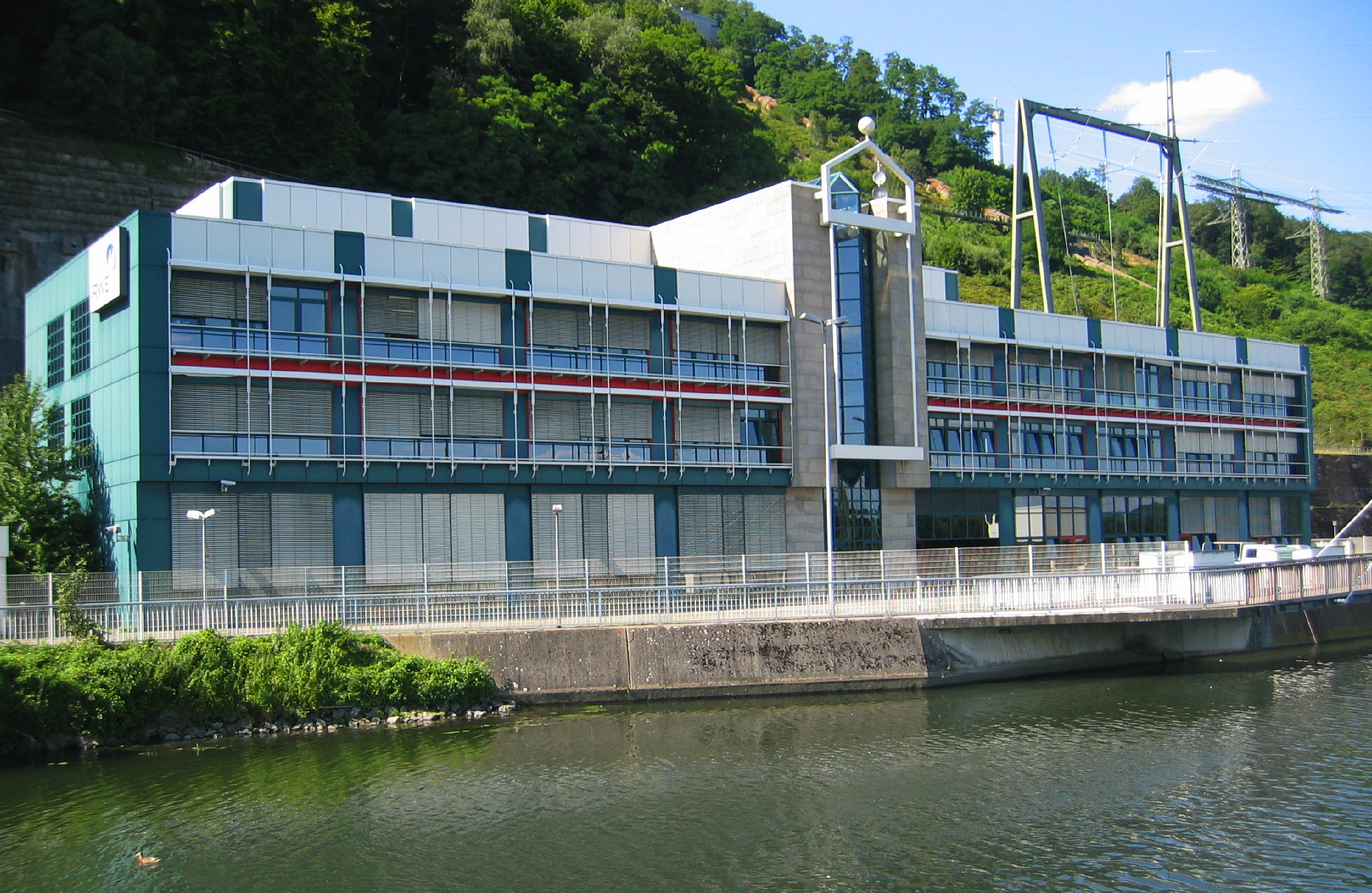
Station 9: neues Koepchenwerk am Hengsteysee

Der Energiewirtschaftliche Wanderweg Herdecke ist ein vier Kilometer langer Themenwanderweg in der nordrhein-westfälischen Stadt Herdecke im Ruhrtal zwischen dem Harkortsee und dem Hengsteysee.
Der von der Stadt Herdecke in Zusammenarbeit mit dem Regionalverband Ruhr (vormals KVR) geschaffene Wanderweg basiert auf der Idee des Herdecker Geschichtslehrers und Heimathistorikers Willi Creutzenberg. An der Realisierung einzelner Stationen des Weges waren außerdem konzeptionell bzw. finanziell der Arbeitskreis Dortmund des Fördervereins Bergbauhistorischer Stätten Ruhrrevier, der Ruhrverband, die Unternehmen Mark-E (vormals Elektromark), RWE und DEW21 sowie einige weitere Organisationen beteiligt.

## Stationen des Weges
Der Weg beginnt am Nordufer des Harkortsees auf Höhe des Minigolfplatzes an der Wetterstraße und führt dann flussaufwärts zum Hengsteysee. Genutzt wird dabei der kombinierte Fuß- und Radweg (RuhrtalRadweg) entlang des Ruhrufers. Mit Hilfe von Schautafeln werden an insgesamt zehn Stationen Aspekte der Energiewirtschaft von der Förderung von Primärenergieträgern bis zur Erzeugung von Strom durch Wasserkraft, Verbrennung von Feststoffen und Gas-Verstromung gezeigt.
In der Reihenfolge des Wanderweges gibt es folgende Stationen:
1. die Faulgasanlage des Klärwerks Hagen-Vorhalle,
2. das 1908 errichtete Cuno-Heizkraftwerk,
3. die Erdgasübernahmestation zur Druckregulierung in der Nähe des Ruhr-Viaduktes,
4. die Wärmepumpenanlage des Freizeitbades Bleichstein,
5. das Laufwasserkraftwerk Stiftsmühle (Funktionsweise der Kaplan-Turbinen),
6. das Laufwasserkraftwerk Hengstey,
7. das restaurierte Mundloch der Zeche Gotthilf (Abbau des Flöz Sengsbank, des geologisch ältesten abbauwürdigen Steinkohlenflözes im Ruhrbergbau),
8. der Geologische Aufschluss am Schiffswinkel mit Erläuterung der Zusammenhänge von Erdgeschichte („Harkort-Sattel“, Karbon) und Bergbau,
9. das neue Koepchenwerk am Hengsteysee und
10. das alte Koepchenwerk am Hengsteysee.